# Jan Camphin
Jan Camphin (ca. 1350 - na 1421) was burgemeester van Brugge en raadsheer van hertog Filips de Goede.

## Familie
Jan Camphin stamde uit een Brugse hosteliers- en makelaarsfamilie, waarvan de naam ook geschreven werd als Camfijn, Camfyn, Camphinne of Canfin. Sommige leden, waaronder zeer waarschijnlijk hijzelf, klommen op tot de adelstand. Heel wat naamdragers duiken in documenten op:
- Ridder Johannes de Camphain, woonde in de omgeving van Rijsel rond 1223.
- Een eerste Jan Camphin kwam voor in de eerste helft van de veertiende eeuw, hij was in Brugge schepen in 1333, 1334, 1335, 1338 en raadslid in 1336. Het was waarschijnlijk dezelfde die opnieuw schepen was in 1351 en 1358 en onderhandelde namens de stad met de Duitse Hanze. Hij leende aan de stad 5 lb gr bij de (verplichte) lening van 1378-1379.
- Johannes de Camphin was kanunnik van de Sint-Calixtusabdij van Cysoing.
- Daniel Canfin was heer van het Hof Ten Walle in Oeselgem, gelegen in de Roede van Tielt en gehouden van het Kasteel van Kortrijk. Hij kreeg van de graaf uitzonderlijk de toestemming om zijn bastaardzoon Diederik Canfin in deze heerlijkheid te laten erven.
- Frans Camphin was baljuw van Harelbeke in 1396-1400 en was ook nog vermeld in 1443.
- Eind 14de eeuw was een Jehan de Canfin luitenant van de gouverneur van Rijsel.
- Jehan de Camphin, baljuw van het kapittel van Rijsel in 1376, werd in 1379 tijdelijk afgezet.

De ouders van de hier behandelde Jan Camphin waren waarschijnlijk de edelman, schildknaap Jean de Camphin, heer van Quesnes en Wastine, en Phelich (Elisabeth?) de Bersée. Ze waren circa 1350 getrouwd. Jehan de Camphin sneuvelde tijdens de Gentse oorlog.

## Gezin
Jan Camphin trouwde met een zekere Kateline. Het is niet bekend of ze kinderen hadden. 

## Stadsbestuurder in Brugge
Tussen 1385 en 1404 was Jan Camphin bijna bestendig bij het bestuur van Brugge betrokken, vaak in de belangrijkste functies.
Zijn curriculum verliep als volgt: 
- Hoofdman van het Sint-Janssestendeel in 1385, 1398 en 1404
- Schepen in 1386, 1387, 1395
- Raadslid in 1388, 1403 en 1404
- Burgemeester van de raadsleden in 1392 en 1397
- Burgemeester van de schepenen in 1391, 1393, 1394, 1396 en 1399

Vooral in de laatste jaren van de veertiende eeuw en de eerste jaren van de vijftiende was de strijd tussen verschillende clans binnen de stad Brugge bijzonder hevig en dat ondervond Camphin aan den lijve.

## Verbannen en teruggekeerd
Het bestuur in Brugge was dus verdeeld in vijandige facties. Die van Lubrecht de Scuetelaere beschuldigde Camphin en de zijnen van financiële malversaties. Hij kon hiervan hertog Jan zonder Vrees overtuigen die in april 1407 Camphin en vijf andere machtige Brugse politici deed verbannen voor samenzwering. De hertog maakte hiermee gebruik om de ene kliek door een andere te vervangen. Meteen legde hij aan de ambachten het sterk vernederende 'Calfvel' op en legde hij een bijkomende belasting op, de 'zevende penning'.
De ongenade bleef niet duren en in 1411 werd de clan de Scuetelare door een omwenteling afgezet. Jan zonder Vrees moest zich minder vijandig gaan opstellen, omdat hij gezag had kwijtgespeeld. Camphin had vier jaar doorgebracht in vreemde landen en werd door de hertog al op 21 juni 1411 teruggeroepen naar het graafschap. De hertog gaf als motieven voor zijn vergevingsgezindheid aan dat Camphin zijn verbanning geduldig had ondergaan, dat hij er veel aan rijkdom door had ingeboet en dat verschillende van zijn familieleden de hertog trouw waren gebleven. Ook herdacht hij dat de familie Camphin al zijn grootvader Lodewijk van Male had gesteund en Jans vader tijdens de strijd voor de graaf goederen had verloren en was gesneuveld. Vanaf januari 1414 mocht Camphin ten slotte ook Brugge opnieuw binnen en kreeg weer toegang tot alle ambten.

## Nieuwe hoge functies
Nog tijdens het leven van Jan zonder Vrees was het eerherstel volledig. In 1416 werd Camphin raadsheer van de graaf van Charolais, die na de moord op zijn vader, hertog Filips de Goede werd. Camphin bleef hem als zijn raadsheer dienen en werd door hem in november 1419 tot baljuw van Gent benoemd, functie die hij tot in 1421 vervulde.

## Huizenbezit
Samen met zijn vrouw Catherine kreeg Camphin in 1397 het levenslange vruchtgebruik van het buitengoed Beaupré in Sint-Kruis bij Brugge als gift van Walleran, graaf van Ligny en Saint-Pol, heer van Fiennes en burggraaf van Rijsel, die het naakte eigendomsrecht schonk aan zijn dochter Jehanne de Saint-Pol, echtgenote van Antoon van Bourgondië.

## Religie en stichtingen
- In 1398 schonken Camphin en zijn vrouw Kateline 12 lb 3 s par erfrente aan het Brugse Sint-Juliaanshospitaal, bezet op diverse huizen en percelen in de stad.
- Jan Camphin en zijn echtgenote Kateline schonken een bed, met kussen, laken en toebehorenden aan het Sint-Juliaanshospitaal.
- In 1407 ontving 'nobilis vir Johannes Camphin, civis Brugensis' toelating om een draagbaar altaar te bezitten. Aan hem en aan zijn echtgenote, de 'nobilis mulier Catherina' werd datzelfde jaar een volle absolutie 'in articulo mortis' verleend.